# The Gang's All Here (Dropkick Murphys)
The Gang's All Here is het tweede studioalbum van de Amerikaanse celtic punkband Dropkick Murphys. Het album werd uitgebracht door Hellcat Records in 1999. Dit was het eerste album met zanger Al Barr, ex-zanger van The Bruisers. Barr verving Mike McColgan.
Het album is geproduceerd door Rancid-gitarist Lars Frederiksen. De band heeft een videoclip uitgebracht voor het nummer "10 Years of Service".

## Nummers
Alle nummers zijn geschreven door Dropkick Murphys, behalve waar anders wordt aangegeven. Het album bevat een "hidden track" waar het antwoordapparaat van gitarist Rick Barton te horen is.
1. "Roll Call" - 0:32
2. "Blood and Whiskey" - 1:47
3. "Pipebomb on Lansdowne" - 1:50
4. "Perfect Stranger" - 1:58
5. "10 Years of Service" - 2:45
6. "Upstarts and Broken Hearts" - 2:56
7. "Devil's Brigade" - 1:27
8. "Curse of a Fallen Soul" - 3:00
9. "Homeward Bound" - 2:00
10. "Going Strong" - 3:06
11. "The Fighting 69th" (volkslied) - 3:13
12. "Boston Asphalt" - 1:39
13. "Wheel of Misfortune" - 3:50
14. "The Only Road" - 2:11
15. "Amazing Grace" (John Newton) - 2:38
16. "The Gang's All Here" - 7:59